# 会费
会费指加入會員制團體須繳納的費用，有些會員制團體是完全靠會費運作，這類團體的會費就是定期繳納一筆，例如聯合國的會費就是定期繳納，而有些團體則是入會時繳納一筆即可。

## 相關
- 代扣會費
- 簽約獎金
- 會員卡